# Christian Georgijewitsch Rakowski

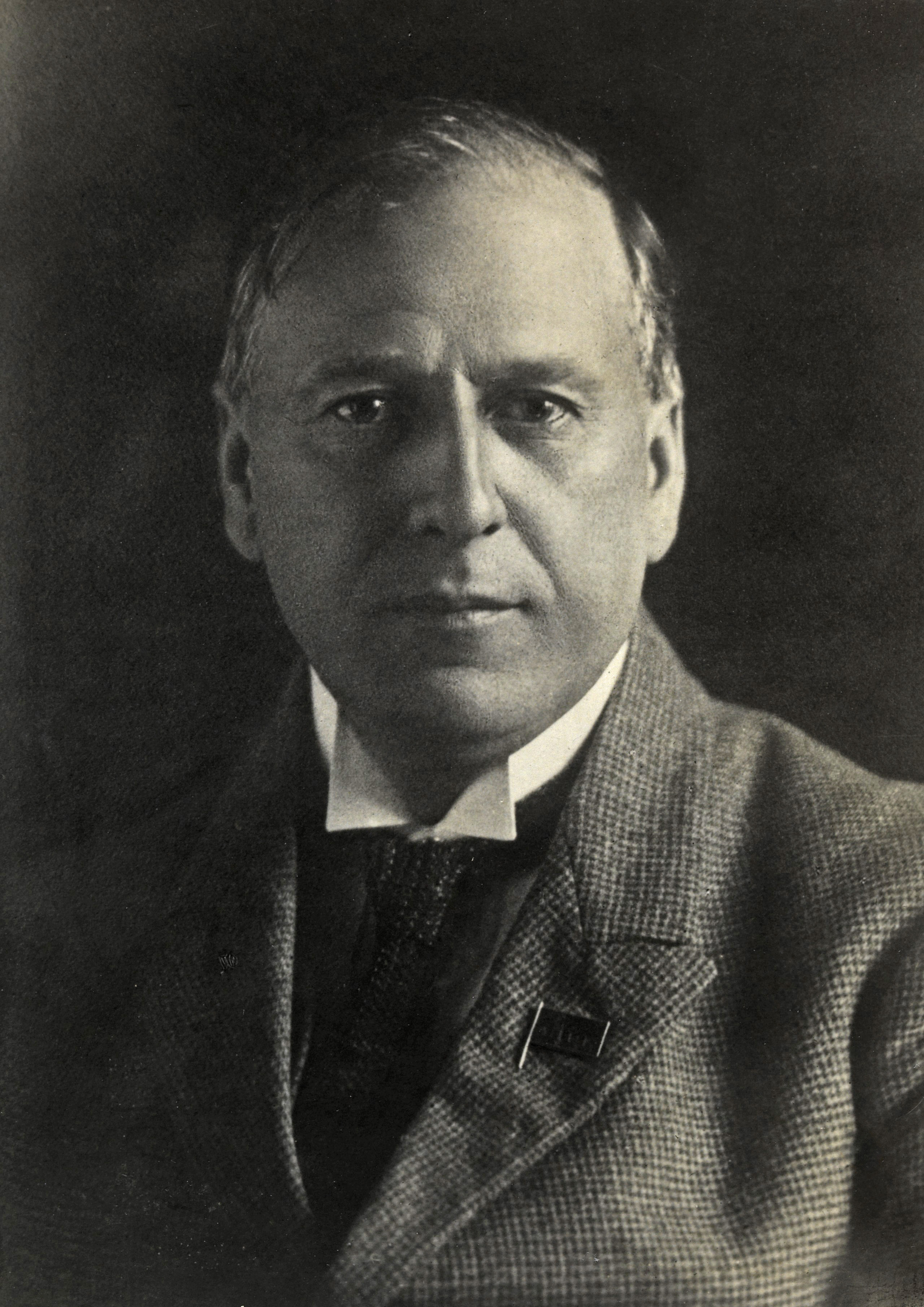
Christian Rakowski (vor 1923)

Christian Georgijewitsch Rakowski (russisch Христиан Георгиевич Раковский; bulgarisch Кръстьо Раковски Krastjo Rakowski; rumänisch Cristian Racovski; ukrainisch Християн Георгійович Раковський Chrystyjan Heorhijowytsch Rakowskyj; * 1. Augustjul. / 13. August 1873greg. in Kotel, Ostrumelien, Osmanisches Reich; † 11. September 1941 im Medwedow-Wald bei Orjol, Russische SFSR, Sowjetunion) war ein bulgarischer sozialistischer Revolutionär, bolschewistischer Politiker und sowjetischer Diplomat. Er war Neffe des Revolutionärs Georgi Rakowski.

## Leben

### Jugend
Rakowski wuchs unter seinem Geburtsnamen Krastjo Georgiew Stantschew (bulgarisch Кръстьо Георгиев Станчев) mehrsprachig in einer wohlhabenden, bulgarischen Familie in Kotel in Zentralbulgarien auf. Wegen „sozialistischer Umtriebe“ wurde er mit 15 Jahren vom Gymnasium in Gabrowo relegiert und ihm das Recht entzogen, in Bulgarien öffentliche Bildungseinrichtungen zu besuchen. 1890 ging er nach Genf, studierte Medizin und lernte politische Emigranten wie Plechanow und Luxemburg kennen. Er schrieb Artikel für den bulgarischen Sozialdemokrat und vertrat die bulgarische Partei auf dem internationalen Sozialistenkongress in Zürich 1893. Wegen des engen Kontakts mit Plechanow nahm er später eine Haltung zwischen den Menschewiki und Bolschewiki der Sozialdemokratischen Arbeiterpartei Russlands (SDAPR) ein, deren Mitglied er von 1903 bis 1917 war.
Im Herbst 1893 schrieb er sich an einer Berliner Universität ein, produzierte Artikel für den Vorwärts und wurde mit Wilhelm Liebknecht bekannt. Wegen seiner Kontakte mit russischen Revolutionären wurde er des Landes verwiesen und setzte seine Ausbildung in Zürich, Nancy und Montpellier fort, wo er mit der Dissertation Ursachen von Kriminalität und Degeneration 1897 promovierte. Er lernte hier Jules Guesde kennen und war 1896 wiederum bulgarischer Vertreter auf dem Sozialistenkongress, diesmal in London. Als Arzt leistete er Wehrdienst bei der rumänischen Armee. 1899 reiste er nach Sankt Petersburg, musste sich aber nach einer Rede der Festnahme durch Flucht entziehen. 1900 reiste er erneut ein, wurde diesmal ausgewiesen und ging nach Paris. Er studierte nun Jura und nahm Kontakte zur serbischen Sozialdemokratie auf. 1904 vertrat er Serben und Bulgaren auf dem Sozialistenkongress in Amsterdam und verhinderte eine „opportunistische“ (Leo Trotzki) Resolution von Victor Adler und Émile Vandervelde.

### Rumänien
Nach Ende seiner Studien ging Rakowski nach Rumänien und kaufte Land in der Umgebung von Mangalia, einer Kleinstadt unweit der Grenze zu Bulgarien. Er lebte als Grundbesitzer und Arzt und gründete die Zeitung România Muncitoare (Das werktätige Rumänien) der rumänischen sozialdemokratischen Partei (PSDR), deren Mitbegründer er war. Im Juni 1905 verhandelte er mit den meuternden Matrosen des russischen Linienschiffs Knjas Potjomkin Tawritscheski (bekannt auch als Panzerkreuzer Potemkin) das vor der Küste von Constanța ankerte. Die Matrosen erhielten Asyl, während das Schiff zurückgegeben wurde. Als Unterstützer des rumänischen Bauernaufstandes von 1907 wurde er ausgewiesen, vertrat seine Partei auf Sozialistenkongressen in Stuttgart, Kopenhagen und Belgrad und konnte 1912 wieder einreisen. 1913 wohnte Leo Trotzki als russischer Korrespondent für die Balkankriege bei ihm. Er bemühte sich danach um Neutralität Rumäniens im Ersten Weltkrieg und war 1915 Teilnehmer der Zimmerwalder Konferenz. Nach Kriegseintritt Rumäniens wurde er als deutscher Spion inhaftiert (Bulgarien, sein Herkunftsland, stand an der Seite der Zentralmächte), aber nach der Februarrevolution 1917 am 1. Mai von der russischen Garnison in Iași befreit. Rakowski ging nach Russland.

### Russland/Sowjetunion
Anfangs von der Provisorischen Regierung verfolgt, wurde er nach der Oktoberrevolution als Emissär von der Regierung der RSFSR nach Stawropol und Odessa geschickt. Rakowski trat als Präsident der prosowjetischen „revolutionären Regierung der Arbeiter und Bauern der Ukraine“ auf, die nach Gebietsgewinnen der Bolschewiken gebildet worden war. Er sollte mit der Ukrajinska Narodna Respublika und auch mit dem Hetmanat Pawlo Skoropadskyjs verhandeln. Nach Trotzki war er am Friedensvertrag von Brest-Litowsk beteiligt. Im September 1918 für weitere Verhandlungen betreffs der Ukraine nach Berlin geschickt, wurde er zusammen mit Adolf Abramowitsch Joffe und Nikolai Iwanowitsch Bucharin ausgewiesen, unterwegs verhaftet, jedoch durch die Novemberrevolution wieder befreit.
Nach der Proklamation der Ukrainischen Sowjetrepublik im Januar 1919 wurde er deren Regierungschef und Kommissar für Äußeres. Zugleich fungierte er als Politkommissar des „revolutionären Militärrates der Südwestfront“ im Russischen Bürgerkrieg. Im März 1919 nahm er als Vertreter der Föderation der kommunistischen Parteien der Balkanländer am Gründungskongress der Komintern teil.
1920 kam es zum Konflikt mit der ukrainischen KP, als Rakowski und weitere Regierungsmitglieder ihrer Ämter enthoben und erst nach Intervention Moskaus wiedereingesetzt wurden. Als immer noch rumänischer Staatsbürger wurde er 1921 von einem Militärgericht des „Verbrechens gegen die Sicherheit Rumäniens“ angeklagt und 1924 in Abwesenheit zum Tode verurteilt.
1922 nahm Rakowski an der Konferenz von Genua, wo er an der Aushandlung des Vertrags von Rapallo beteiligt war, und der Konferenz von Lausanne teil.
Nach Bildung der Sowjetunion im Dezember 1922 setzte er sich für eine weitgehend selbständige Politik der Unionsrepubliken und für die Fortsetzung der Revolution in Südosteuropa ein. Als Mitglied der „Linksopposition“ um Trotzki wurde er Mitte 1923 von Josef Stalin aus der Ukraine entfernt und sollte in Großbritannien und Frankreich über die formale Anerkennung der Sowjetunion verhandeln. Im Falle Großbritanniens scheiterte dies nach der Veröffentlichung des „Sinowjew-Briefs“ und dem anschließenden Sturz der Labour-Regierung im Oktober 1924. Nach der Anerkennung der Sowjetunion durch Frankreich wurde er dort von Oktober 1925 bis Oktober 1927 Botschafter. Weil er sich mit seiner Unterschrift an einer trotzkistischen Plattform beteiligt hatte, wurde er des Landes verwiesen. Seine Rückreise begleitete der Schriftsteller Panait Istrati.
Nach der Niederlage der Linksopposition im November/Dezember 1927 wurde Rakowski aus der KPdSU ausgeschlossen. Er exilierte nach Astrachan und später nach Barnaul. Obwohl als „Feind des Volkes“ stigmatisiert, sprach er gelegentlich öffentlich, kritisierte weiter Stalin und verfasste 1928 mit der Schrift Die „Berufsrisiken“ der Macht eine Analyse des Aufstiegs des Stalinismus.

### Schauprozess
Rakowski verbrachte 6 Jahre im Exil. Er war einer der letzten führenden Trotzkisten, die mit diesem brachen und zu Stalin zurückkehrten. Er durfte nach Moskau zurückreisen, wurde im Herbst 1934 sowjetischer Botschafter in Japan und 1935 wieder in die Partei aufgenommen. Am 21. August 1936 entschuldigte er sich in einem Brief an die Prawda förmlich „für seine Fehler“. Unter dem Titel „Es soll keine Gnade geben“ beschuldigte er Trotzki und seine Unterstützer, „Agenten der Gestapo“ zu sein.
Im Zuge des Großen Terrors wurde er am 27. Januar 1937 inhaftiert. Im März 1938 war er zusammen mit Bucharin, Alexei Rykow, Genrich Jagoda, Nikolai Krestinski und anderen alten Bolschewiken Angeklagter im 3. Moskauer Prozess, dem Prozess der 21. Anders als seine Mitangeklagten, die zumeist sofort erschossen wurden, wurde er zu 20 Jahren Zwangsarbeit im Gulag verurteilt. Rakowski hatte auch gegen Krestinski ausgesagt.
Nach dem deutschen Einmarsch in die Sowjetunion (Unternehmen Barbarossa) wurde er auf Weisung Stalins zusammen mit der Ex-Frau von Lew Kamenew, Olga Kamenewa, Maria Spiridonowa sowie 150 weiteren politischen Gefangenen vom NKWD am 11. September 1941 im Medwedow-Wald bei Orjol erschossen.
Während der Perestroika wurde Rakowski 1988 rehabilitiert.

### Rakowski-Protokolle
1950 erschien in Spanien das Buch Sinfonia en Rojo Mayor, das vorgeblich die Vernehmungsprotokolle Rakowskis, notiert von einem NKWD-Arzt Dr. Josef Landowsky, enthält. Das Buch kursiert unter dem Titel Red Symphony auf esoterischen oder rechtsextremen Seiten im Internet. Es wird meist zu dem Zweck zitiert, ein imaginäres freimaurerisch-jüdisches Weltverschwörungskonzept zu belegen. Danach sollen die Bankhäuser Warburg und Rothschild sowohl Lenin als auch Hitler finanziert haben. Dergleichen behauptete später auch der britische Historiker Antony C. Sutton.

## Werke
- Christian G. Rakowski: Die Ursachen der Entartung von Partei und Staatsapparat (Brief an Walentinow) (6. August 1928), in: Trotzki, Schriften Band 1.2: Sowjetgesellschaft und stalinistische Diktatur (1936–1940), Hamburg: Rasch und Röhring 1988, Anhang, S. 1344–1363. ISBN 978-3-89136-091-0.
- Christian Rakovsky, Selected Writings on Opposition in the USSR 1923–30, London & New York: Allison and Busby 1980 (189 S.), ISBN 978-0-85031-379-6.